# میمون شب شکم‌خاکستری
میمون شب شکم‌خاکستری (نام علمی: Aotus lemurinus) نام یک گونه از سرده میمون‌های شب است.